# John Blackwood

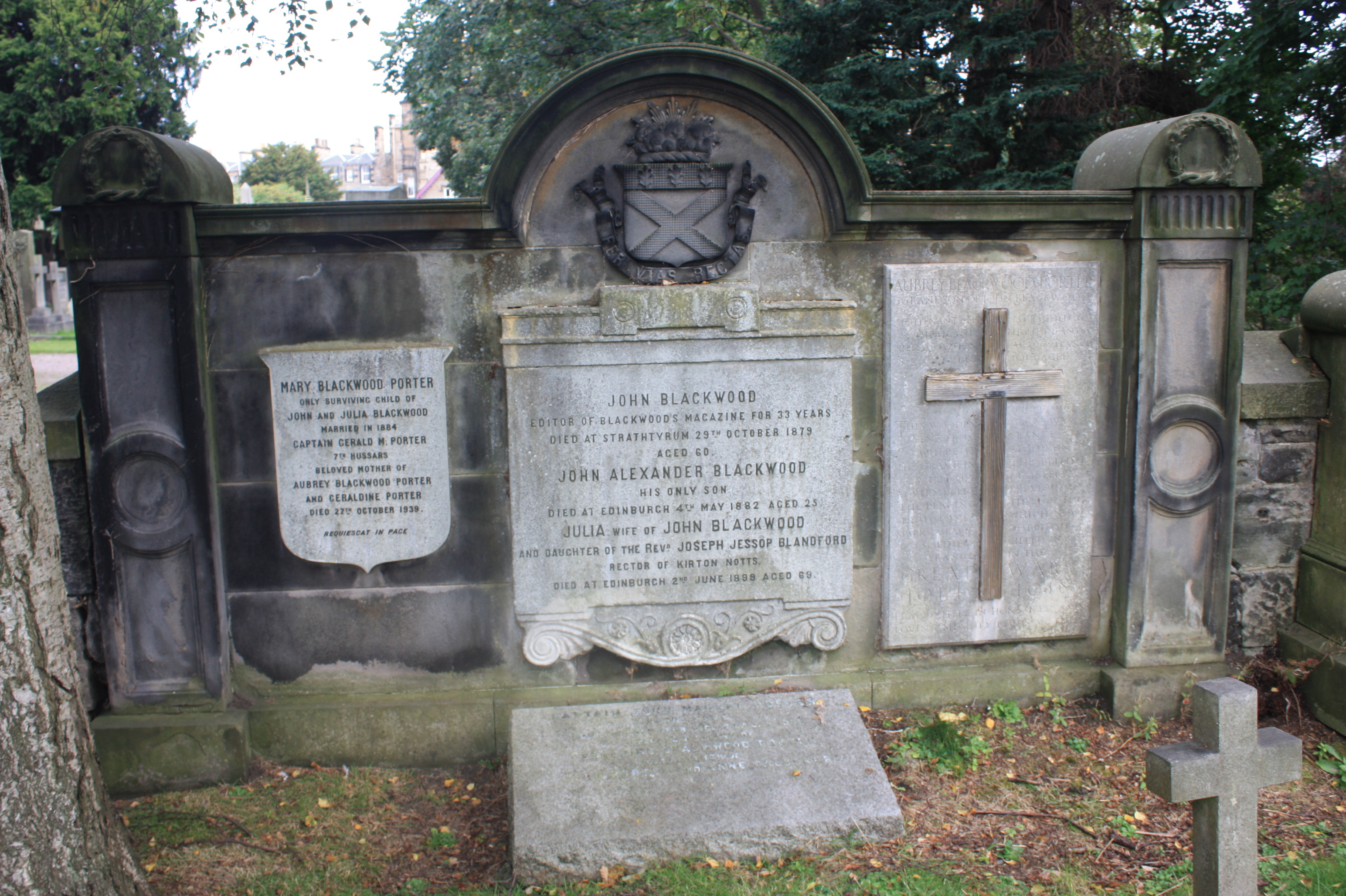
Het graf van John Blackwood op Dean Cemetery in Edinburgh

John Blackwood (Edinburgh, 7 december 1818 – St Andrews, 29 oktober 1879) was een Schots uitgever. Tussen 1850 en 1879 had hij de leiding over de uitgeverij William Blackwood & Sons, die in 1804 door zijn vader William Blackwood was opgericht. Behalve boeken gaf Blackwood ook Blackwood's Edinburgh Magazine uit, een maandblad dat aandacht besteedde aan filosofie, wetenschap, politiek en literatuur.
Twee bekende auteurs die Blackwood aan zijn uitgeverij wist te binden waren Edward Bulwer-Lytton en George Eliot.

## Levensloop
John Blackwood was de zesde zoon van William Blackwood, de oprichter van de uitgeverij William Blackwood & Sons. Hij studeerde aan de universiteit van Edinburgh en reisde daarna drie jaar door Europa. Na zijn terugkeer in het Verenigd Koninkrijk in 1839 trad hij in dienst bij de Londense uitgeverij Whitaker om het uitgeversvak te leren.
In 1840 kreeg hij de leiding over de zojuist geopende dependance van William Blackwood & Sons in Londen. Sinds de dood van William Blackwood in 1834 stonden Johns oudere broers Alexander en Robert aan het hoofd van de uitgeverij. Na de dood van Alexander in 1845 werd John uitgever van Blackwood's Edinburgh Magazine. Robert nam de algehele leiding van de uitgeverij op zich. Toen Robert zich in 1850 om gezondheidsredenen terugtrok, volgde John hem op. Robert overleed in 1852. Weer een andere broer, majoor William Blackwood, die in eerste instantie voor een militaire carrière had gekozen, werd Johns rechterhand. Na de dood van William in 1861 volgde diens zoon, ook William geheten, hem op.
In de jaren dat John Blackwood uitgever was, bracht hij ieder jaar een bezoek aan Londen om de banden te onderhouden met de auteurs en de medewerkers aan het tijdschrift die daar in de buurt woonden. Daarnaast onderhield hij een uitgebreide correspondentie met ‘zijn’ auteurs. Hij publiceerde zelf maar sporadisch, en dan vooral necrologieën voor overleden medewerkers aan Blackwood's Edinburgh Magazine.
Blackwood bracht zijn vrije tijd vaak door in het landhuis Strathtyrum House in de omgeving van St Andrews, dat hij huurde. Daar overleed hij op 29 oktober 1879 aan hartfalen. Hij ligt begraven op het Dean Cemetery in Edinburgh.
William Blackwood, de zoon van majoor Blackwood, nam na Johns dood de leiding van de uitgeverij over.

## Blackwood en zijn auteurs
John Blackwood was altijd op zoek naar goede schrijvers voor zijn tijdschrift en zijn boekenfonds. Hoewel hij zelf een overtuigd Tory was, waren andersdenkenden welkom bij zijn uitgeverij. Zijn enige eis was dat ze goed konden schrijven. Met veel schrijvers kreeg hij een vriendschappelijke band. Hij kon soms kritisch zijn als hij een manuscript beoordeelde, maar die kritiek werd doorgaans gewaardeerd en ter harte genomen.
Hij haalde Edward Bulwer-Lytton binnen als medewerker aan Blackwood's Edinburgh Magazine. Lytton vertaalde voor het maandblad gedichten van Friedrich von Schiller. Daarna publiceerde hij een aantal romans (waaronder English Society in the Caxtons) en essaybundels bij William Blackwood & Sons. Lytton overleed in 1873; zijn laatste roman Kenelm Chillingly werd op dat moment nog in afleveringen gepubliceerd in Blackwood's Edinburgh Magazine.
John Blackwood publiceerde in 1857 de eerste verhalen van George Eliot (pseudoniem van Mary Ann Evans) in Blackwood's Edinburgh Magazine. Twee jaar later publiceerde hij ze in boekvorm onder de titel Scenes of Clerical Life. Aanvankelijk wist hij niet eens wie de auteur was; hij kreeg de verhalen van Evans’ levenspartner George Henry Lewes, die beweerde dat de schrijver een bevriende dominee was. Lewes leverde zelf al regelmatig bijdragen aan het tijdschrift. Blackwood kwam spoedig achter de ware identiteit van zijn nieuwe auteur en accepteerde haar volledig. Na korte tijd raakte hij met haar bevriend. Hij leverde regelmatig kritiek op de manuscripten die zij hem toezond; soms, maar lang niet altijd,  bracht zij naar aanleiding daarvan veranderingen aan.
Na Scenes of Clerical Life publiceerde Blackwood de boeken van George Eliot, te beginnen met  Adam Bede in 1859, direct als boek en niet meer eerst in maandelijkse afleveringen in zijn tijdschrift. Wel schreef Eliot, net als Lewes, regelmatig artikelen voor ‘Maga’ (de bijnaam van het blad). Blackwood publiceerde al haar romans, met uitzondering van Romola.
De boeken van George Eliot sloegen aan bij het publiek. De honoraria die Blackwood bereid was te betalen, werden dan ook steeds hoger. Vanaf The Mill on the Floss van 1860 ontving ze naast een vast bedrag voor het publicatierecht ook een bedrag per verkocht boek. In die tijd was dat nog zeer ongebruikelijk. Overigens liet Eliot het onderhandelen over contracten doorgaans over aan Lewes.
Toen Lewes in 1878 overleed, probeerde Blackwood George Eliot zo goed mogelijk te troosten, maar drong hij er ook bij haar op aan de publicatie van haar essaybundel Impressions of Theophrastus Such door te zetten. Eliot vroeg zich af of het publiek de verschijning van het boek zo kort na de dood van haar partner niet zou opvatten als gebrek aan piëteit. Blackwood wist haar te overtuigen dat het publiek wel zou begrijpen dat ze het boek vóór de dood van Lewes had geschreven.
Toen George Eliot in oktober 1879 hoorde dat John Blackwood terminaal ziek was, schreef ze aan haar stiefzoon Charles Lewes:
‘He will be a heavy loss to me. He has been bound up with what I most cared for in my life for more than twenty years, and his good qualities have made many things easy to me that without him would often have been difficult.’
‘Zijn wegvallen wordt voor mij een zwaar verlies. Hij was meer dan twintig jaar verbonden met dat waar ik in mijn leven het meest om gaf, en zijn goede eigenschappen hebben vele dingen voor mij gemakkelijk gemaakt die zonder hem vaak moeilijk zouden zijn geweest.’